# 舊灣仔街市

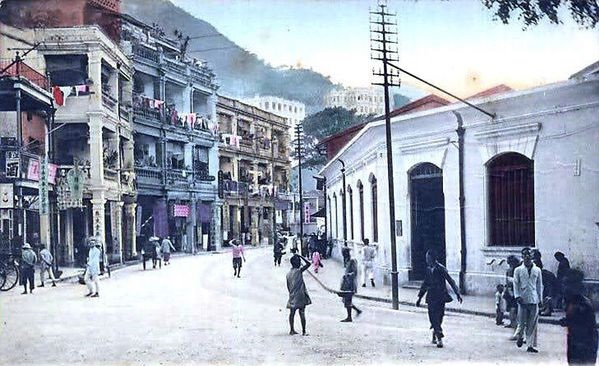
1910年皇后大道東，右為第一代灣仔街市

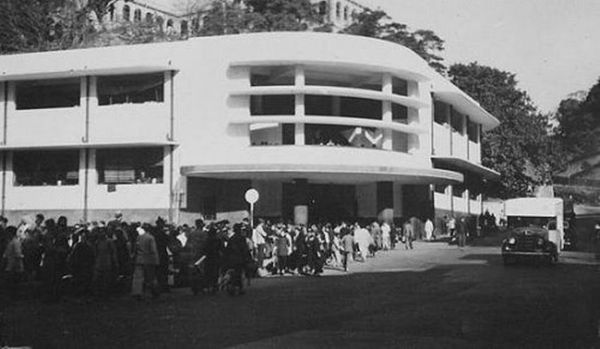
1957年的第二代灣仔街市

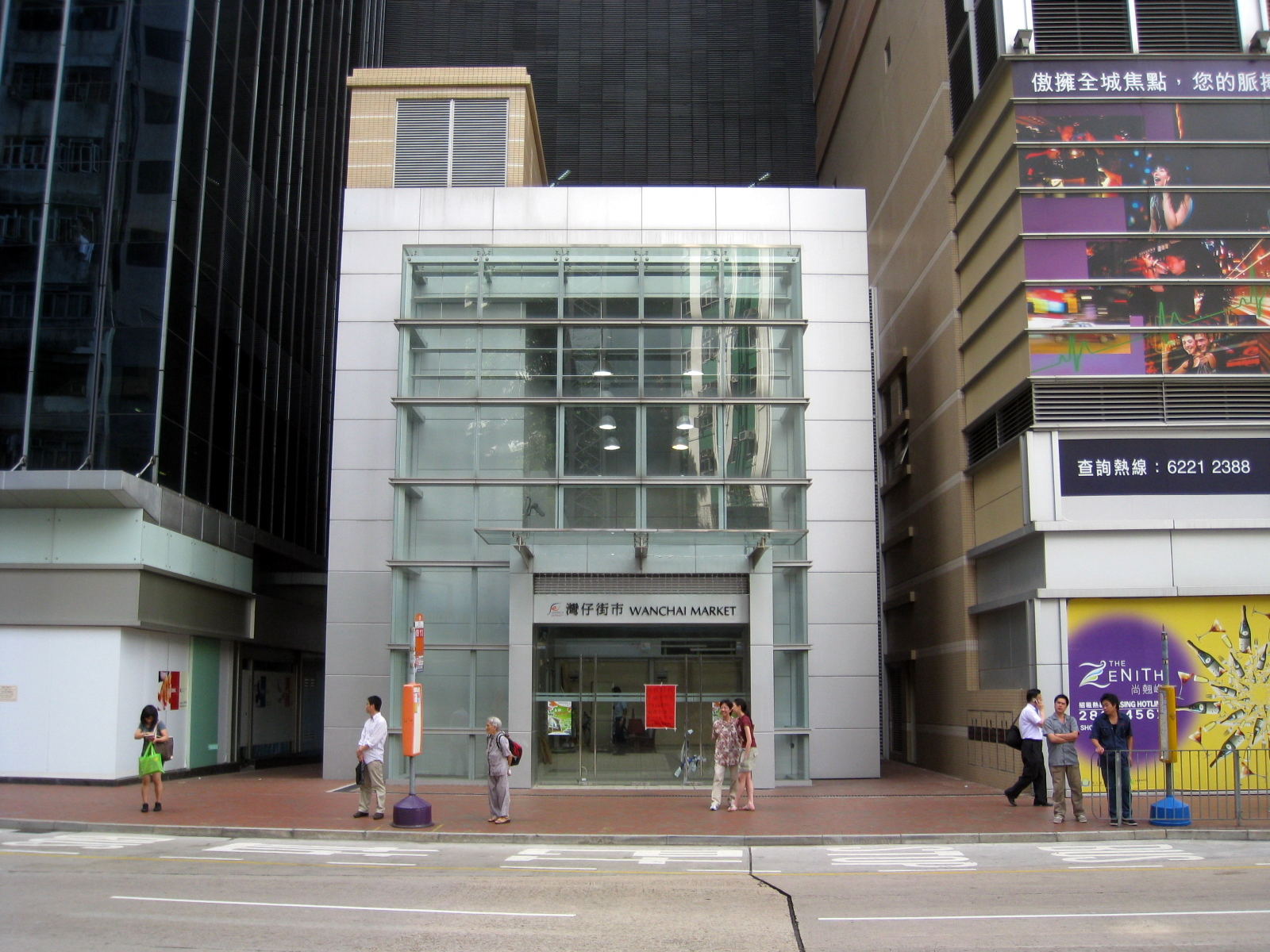
2008年開始啟用的新灣仔街市（第三代）

舊灣仔街市，本名灣仔街市（英語：Wanchai Market），是香港一座已局部拆卸的街市建築，位於香港島灣仔皇后大道東262至264號，灣仔道交界，對望石水渠街。街市由1937年4月1日起開始運作，直至2008年結束，1990年被列為三級歷史建築，其後被收購並轉型作商舖及私人住宅壹環。

## 歷史
建於1937年的舊灣仔街市為第二代，用以取代1858年落成在灣仔道一街之隔的第一代街市，2008年再給第三代新灣仔街市取代。
該建築由英國建築師組成的工務司署設計，項目由時任工務司軒德蓀主理，是一幢戰前典型德國包浩斯風格的建築物（近期再被學者界定為摩登流線型建築）。
為了在上蓋興建住宅大廈壹環，發展商華人置業於2009年5月拆卸舊灣仔街市後半部分，只保留外殼及前半部分等四成半樓面面積。

## 設計

### 外形
舊灣仔街市樓高2層，下層有魚枱30張，上層有肉枱22張、果菜枱18張及雞鴨枱15張，主要造型元素是橫向長窗和雨蓬組成的橫線條。整幢建築左右對稱，入口位於流線型的轉角，加上屋頂上的欄杆設計使它更像船形，設計風格呼應了同時期1939年落成的中環街市。

### 結構
舊灣仔街市的鋼架結構是1930年代最先進的建築技術，當時亦應用作興建102層高的紐約帝國大廈、三藩市金門大橋，而已拆卸的中環第三代滙豐總行大廈也有採用。大樓採取開放式設計，牆身結構是由玻璃、磚、混凝土及鋼構架組成，周邊攤位及中央獨立攤位只有矮小間隔，而鋼構架減少樑柱的使用，為大樓提供了更大的內部空間，舊灣仔街市相信是香港現存最古老的「鋼架結構」建築。

## 拆遷

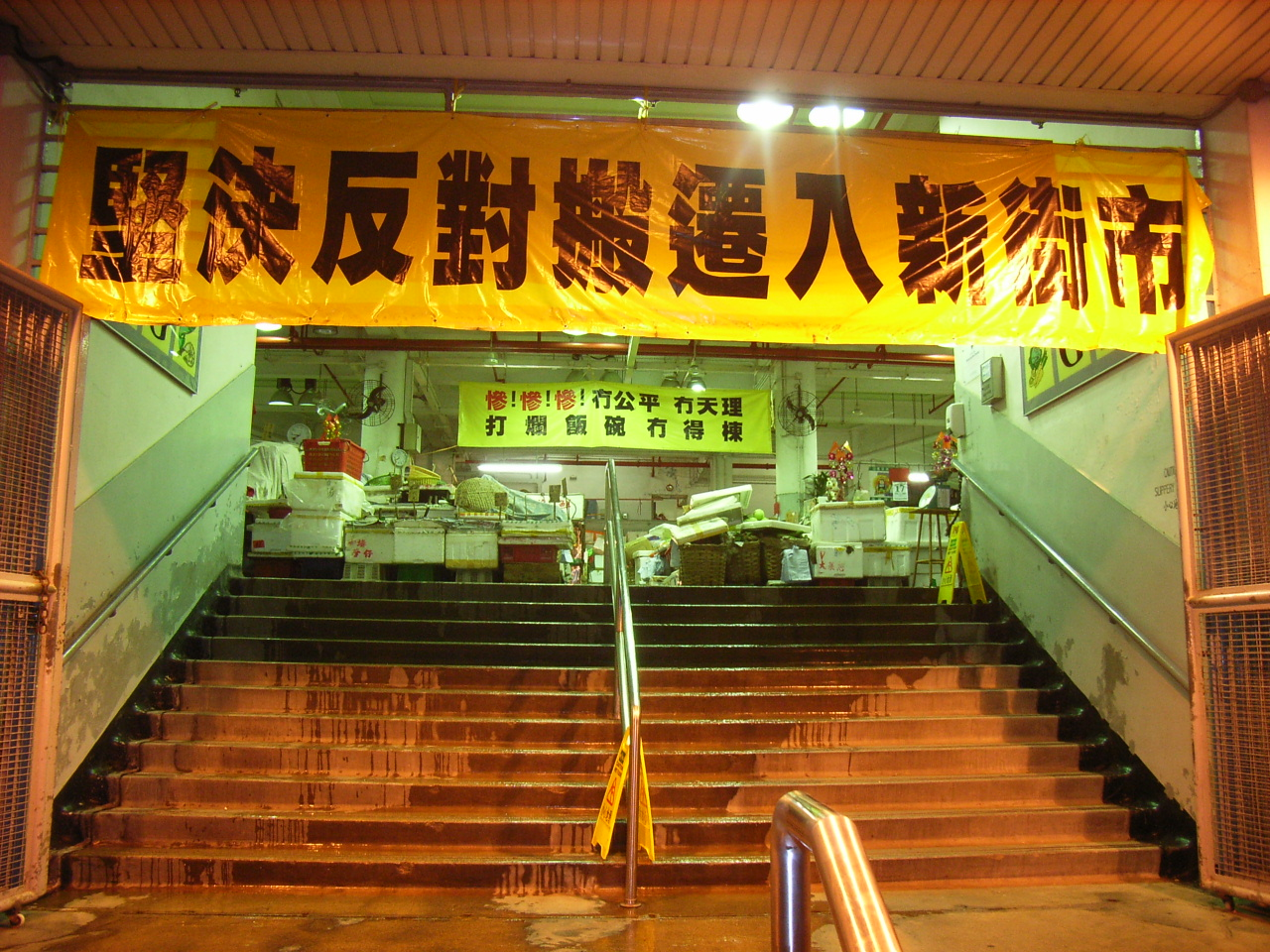
反對者的訴求

1996年，香港政府將舊灣仔街市納入發展計劃範圍之後，街市就一直面臨被清拆的命運。當時有人要求保留舊灣仔街市，反對清拆，亦有在街市內經營多年的商販反對調遷至新灣仔街市。隨著新灣仔街市於2008年9月1日啟用，舊灣仔街市於同日停止運作。
由於舊灣仔街市是三級歷史建築物，因此在保育與發展的同時要有所取捨。買入該地的發展商華人置業表示會為各方面作出平衡而決定是否興建尚翹峰第二期。有意見認為假如舊灣仔街市被保留的話，在政府的立場上是不好的先例；不過，這也是文化保育和尊重建築科學智慧的一個好開始。
但發展商華人置業和市區重建局為興建壹環，已經在2009年5月進行拆卸街市後半部份的工程，只保留前半部外殼、外牆、灰柱及階梯。現在街市佔地9000呎的部份為精品商場，於2014年5月開設香港本地名牌家品店 OVO Studio、花藝店 OVO Garden 及健康素食 OVO Cafe。

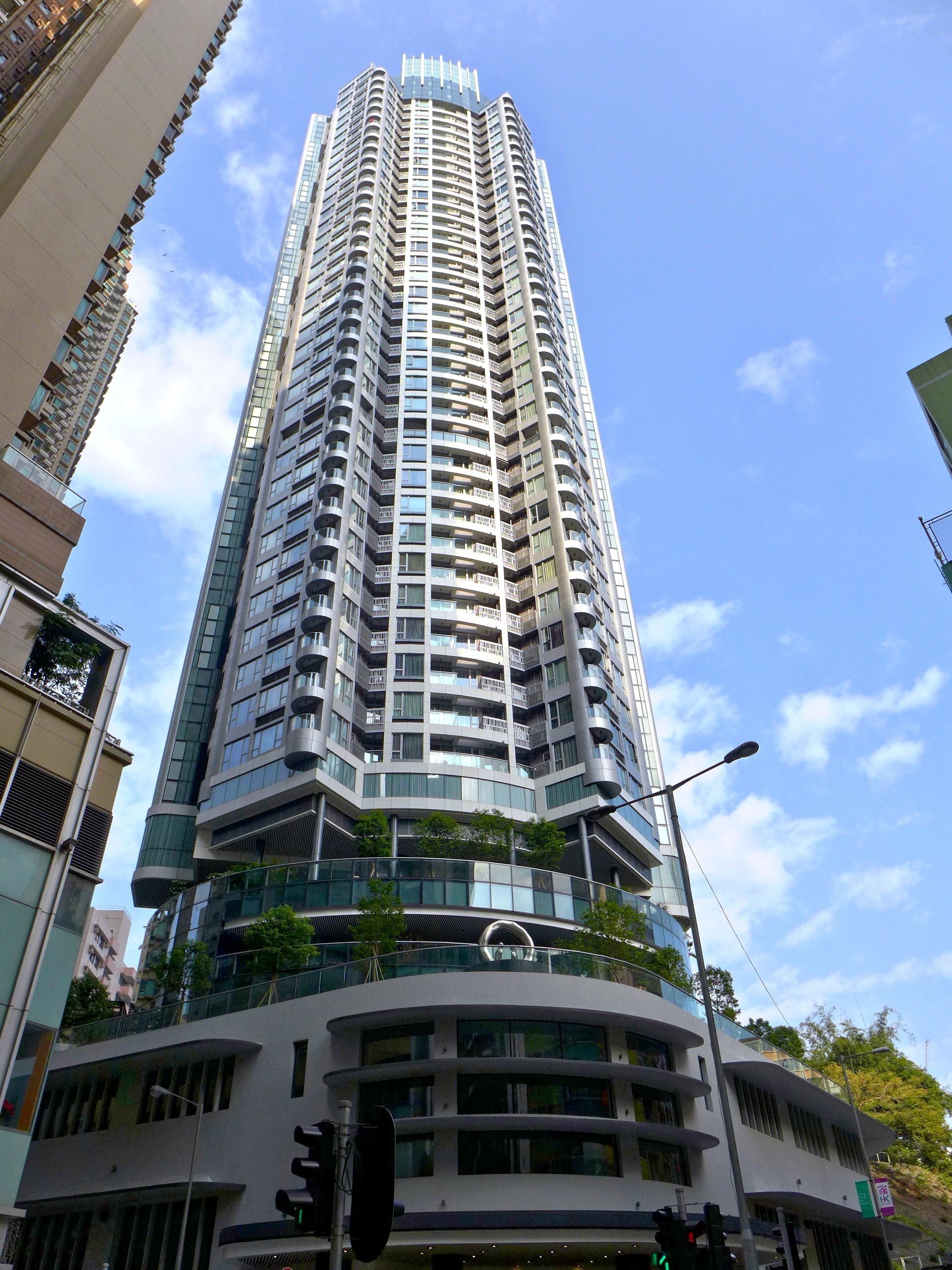
上蓋住宅大廈壹環

## 圖集

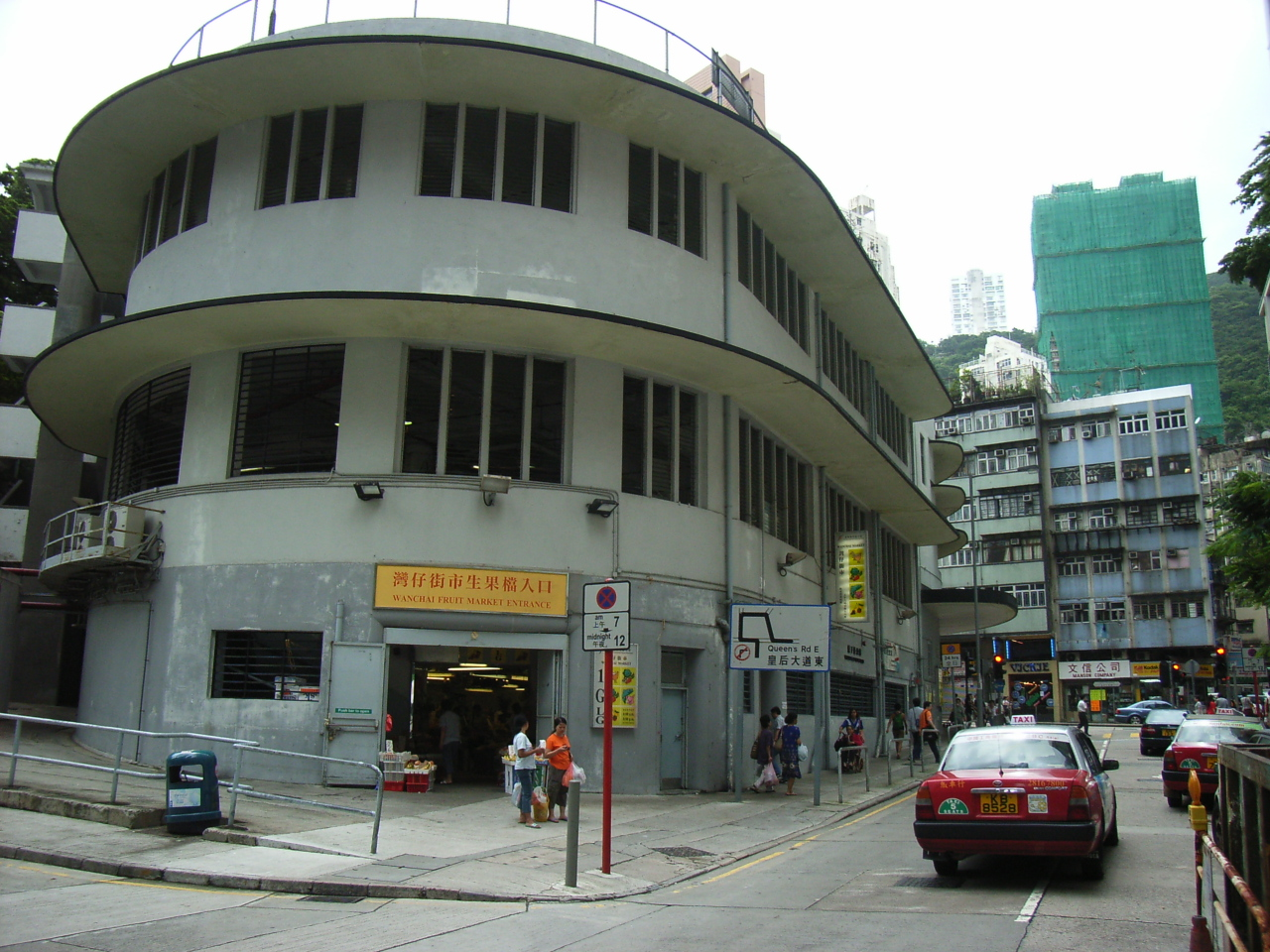
從灣仔道看舊灣仔街市
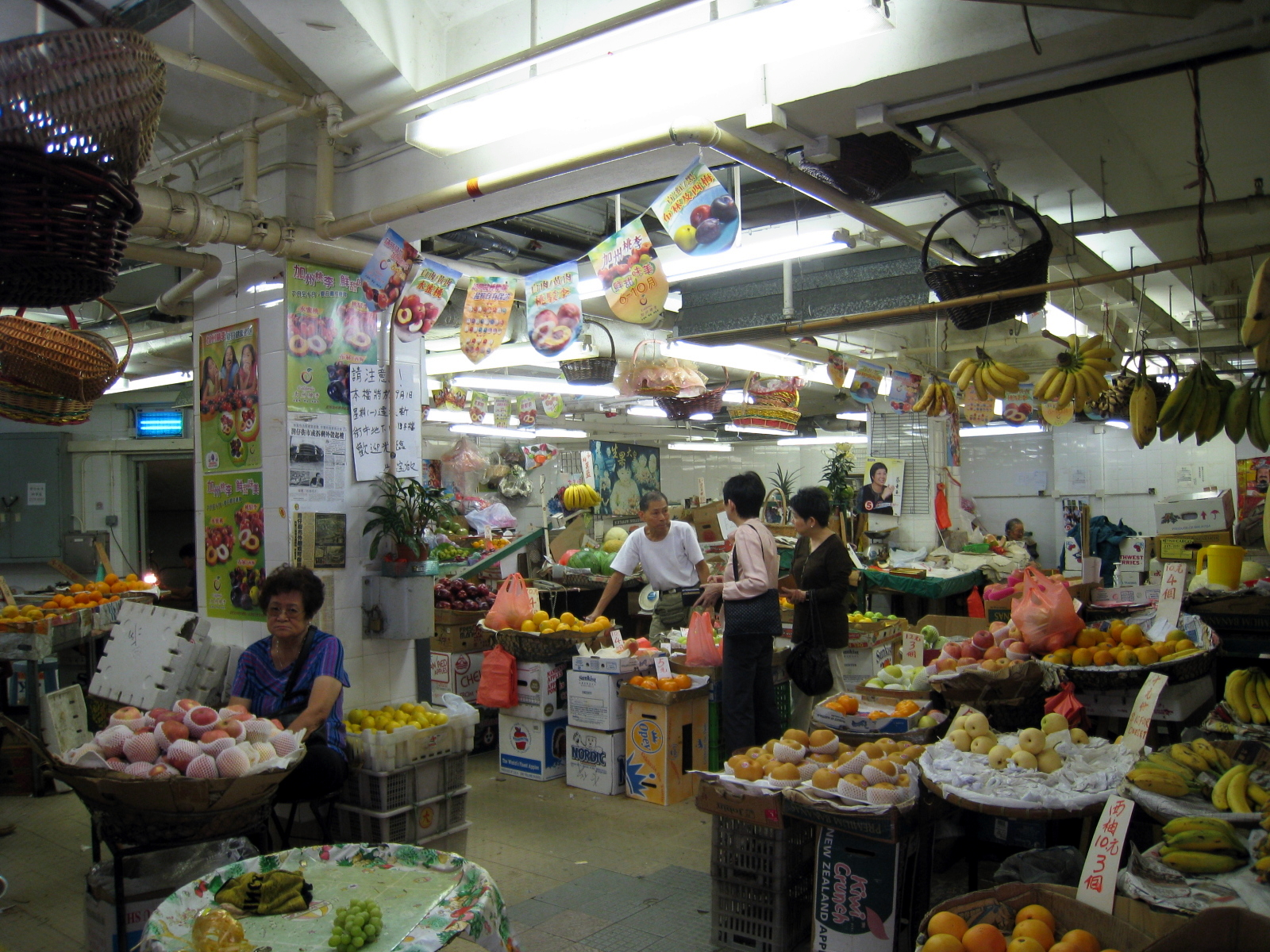
舊灣仔街市生果檔內貌
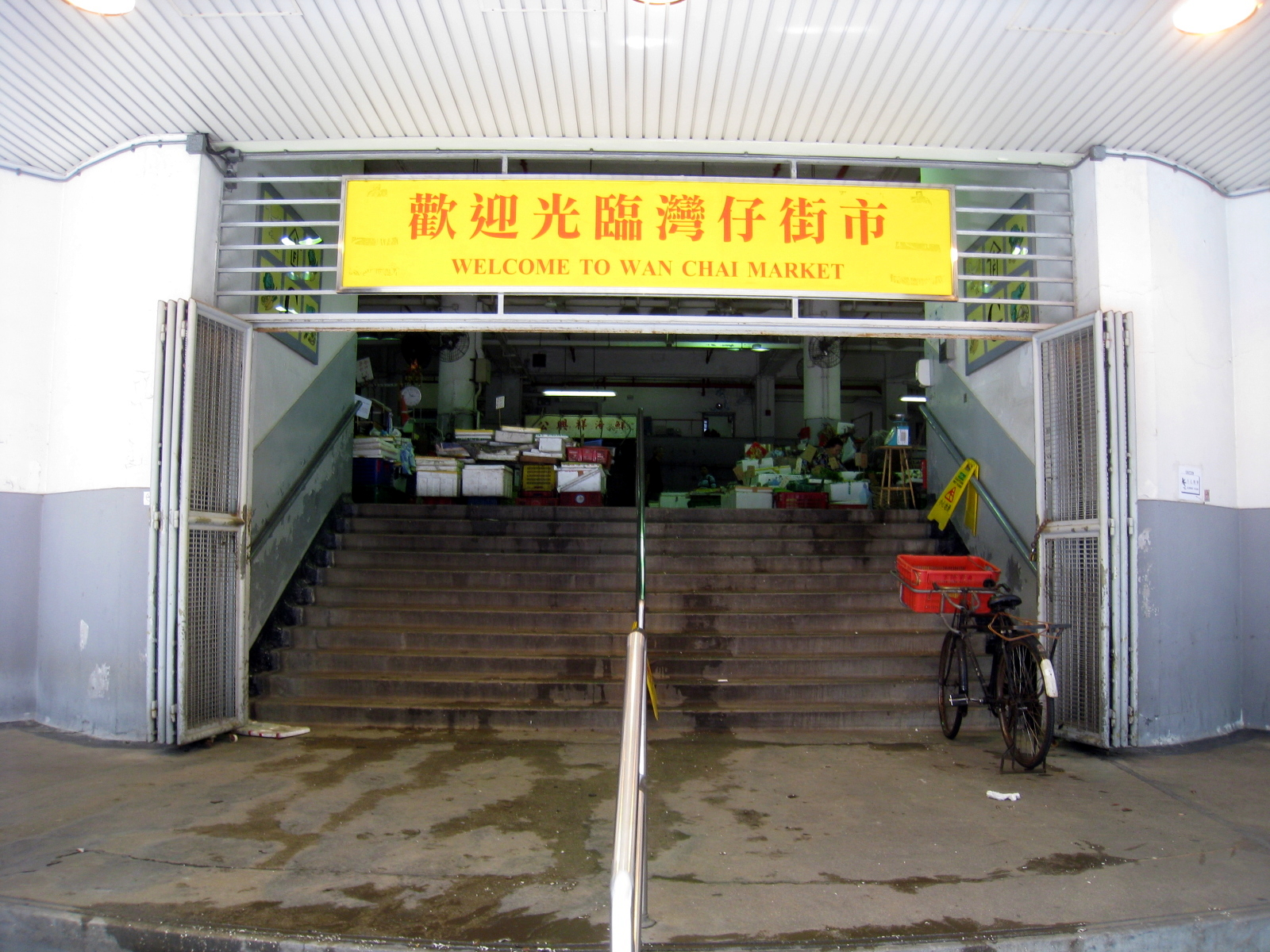
舊灣仔街市入口
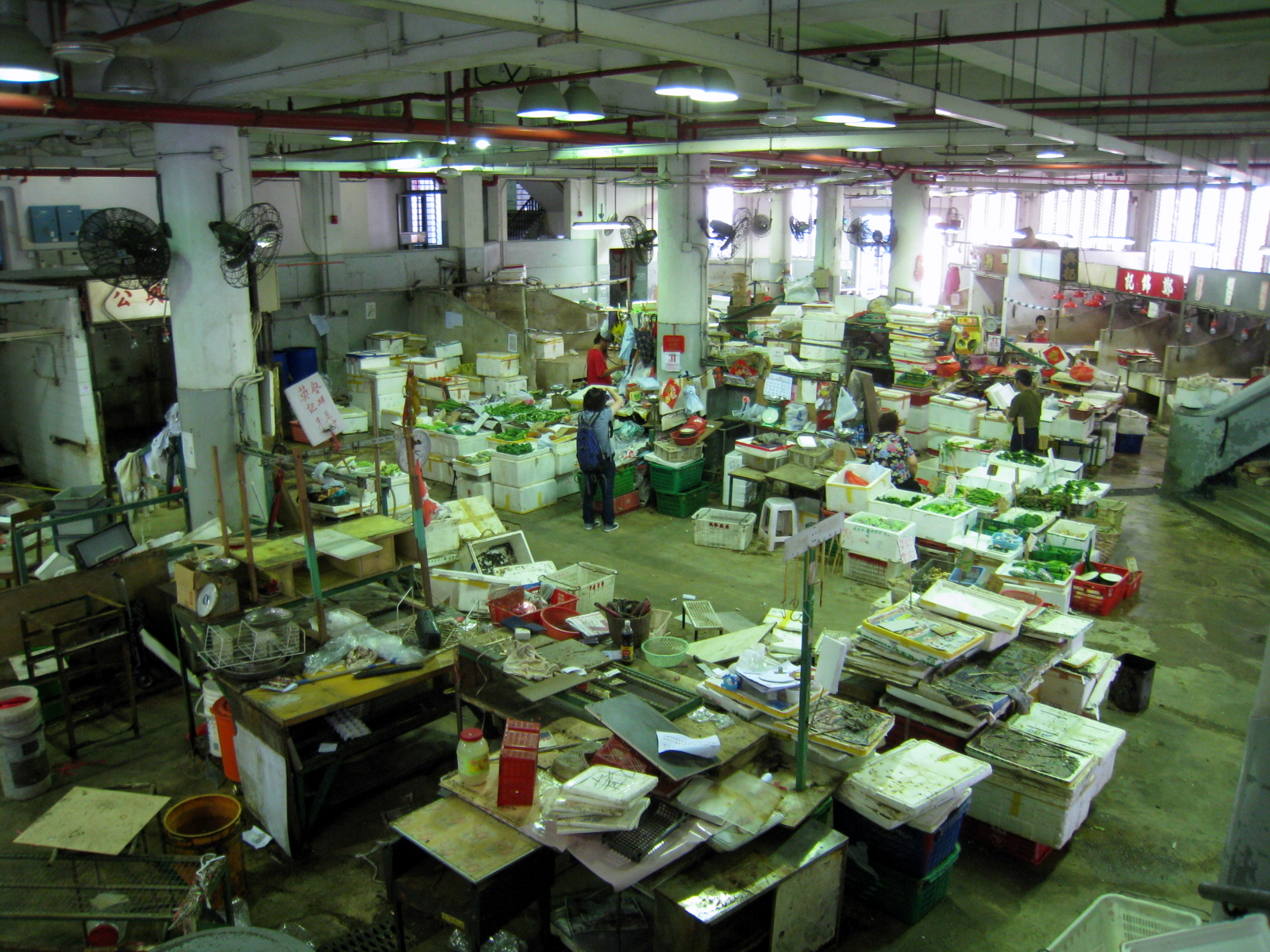
實景內貌（地下）

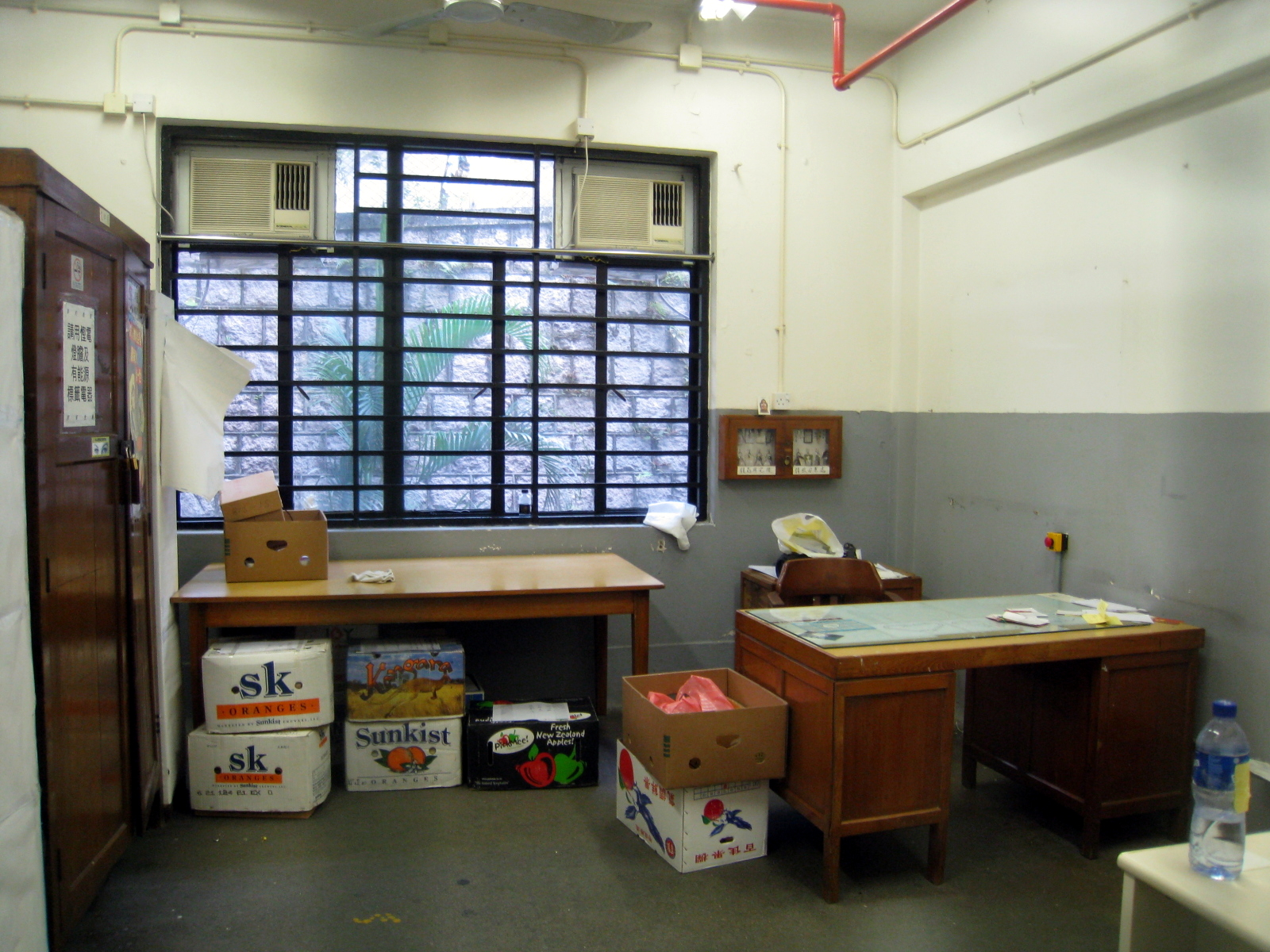
舊灣仔街市辦公室
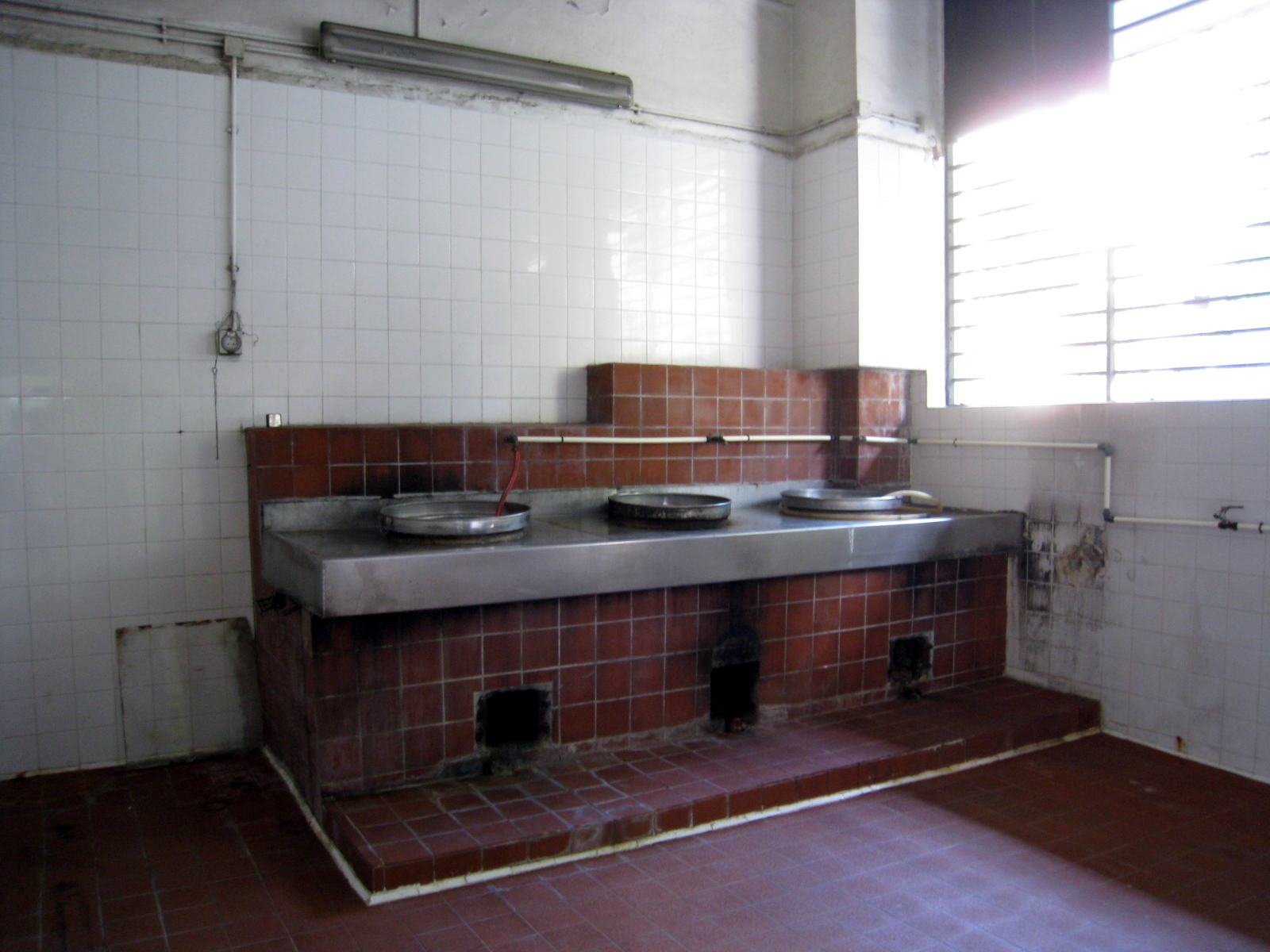
舊街市一樓
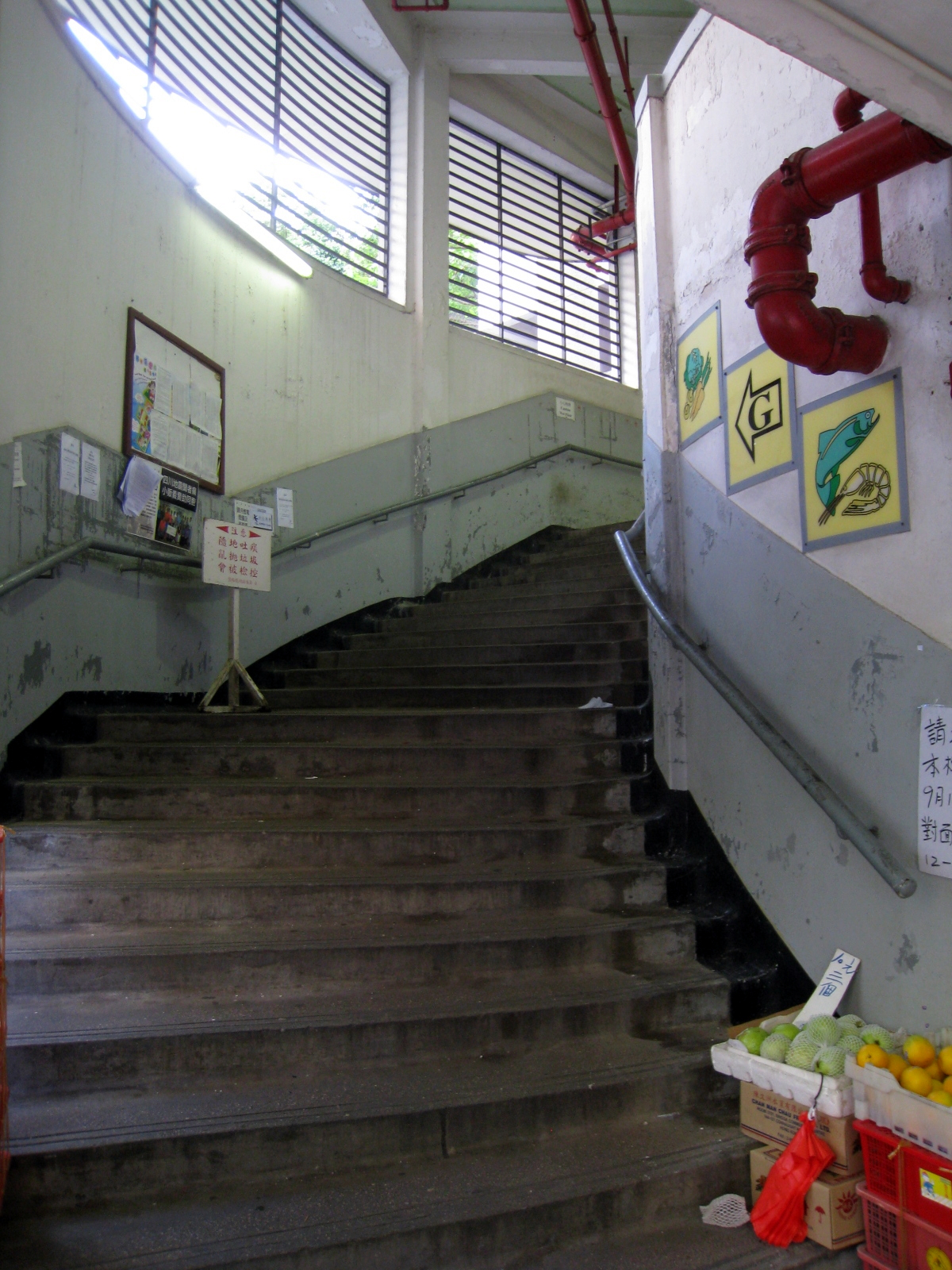
舊街市弧形樓梯
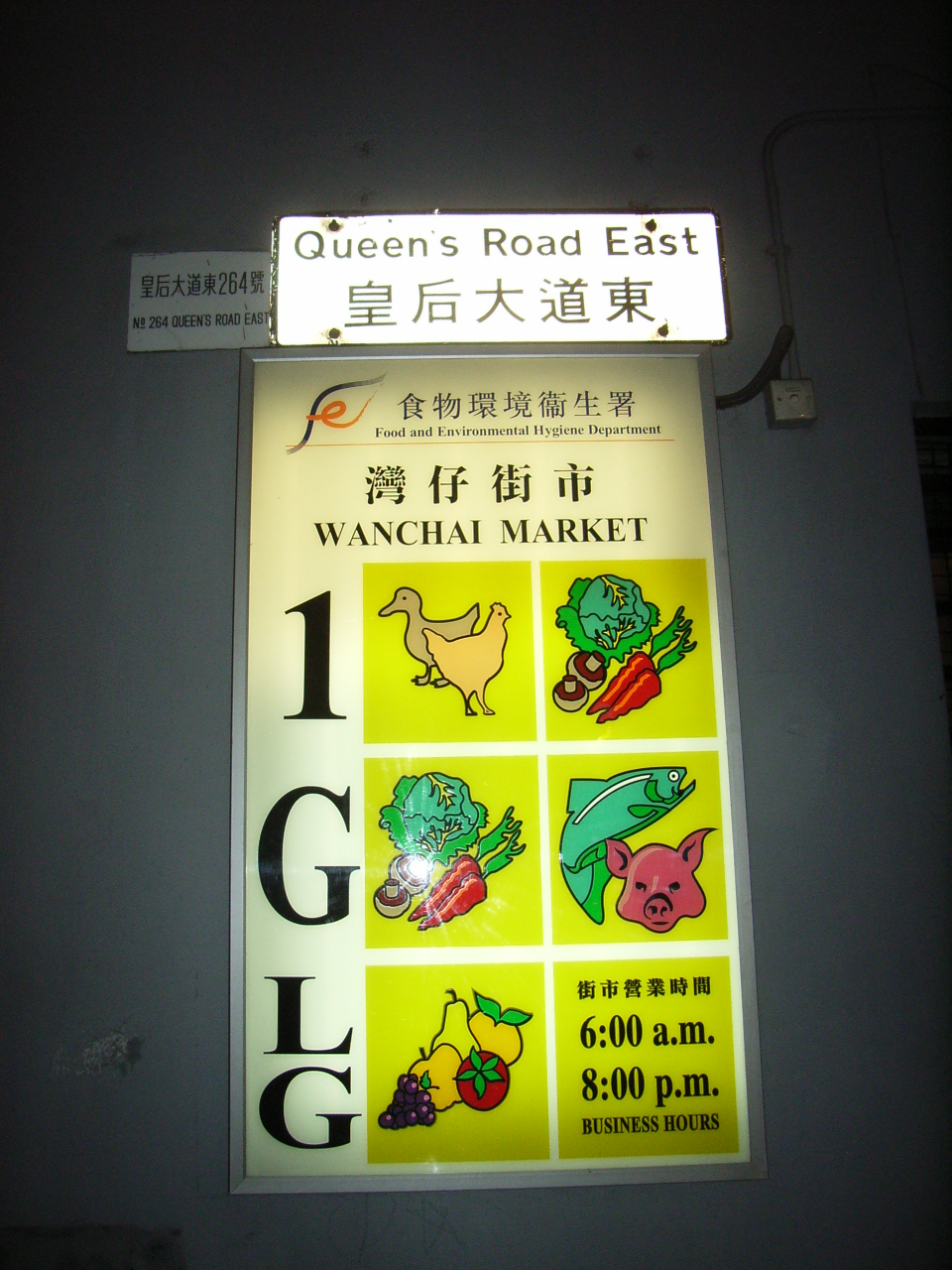
指示燈箱

### 拆卸過程

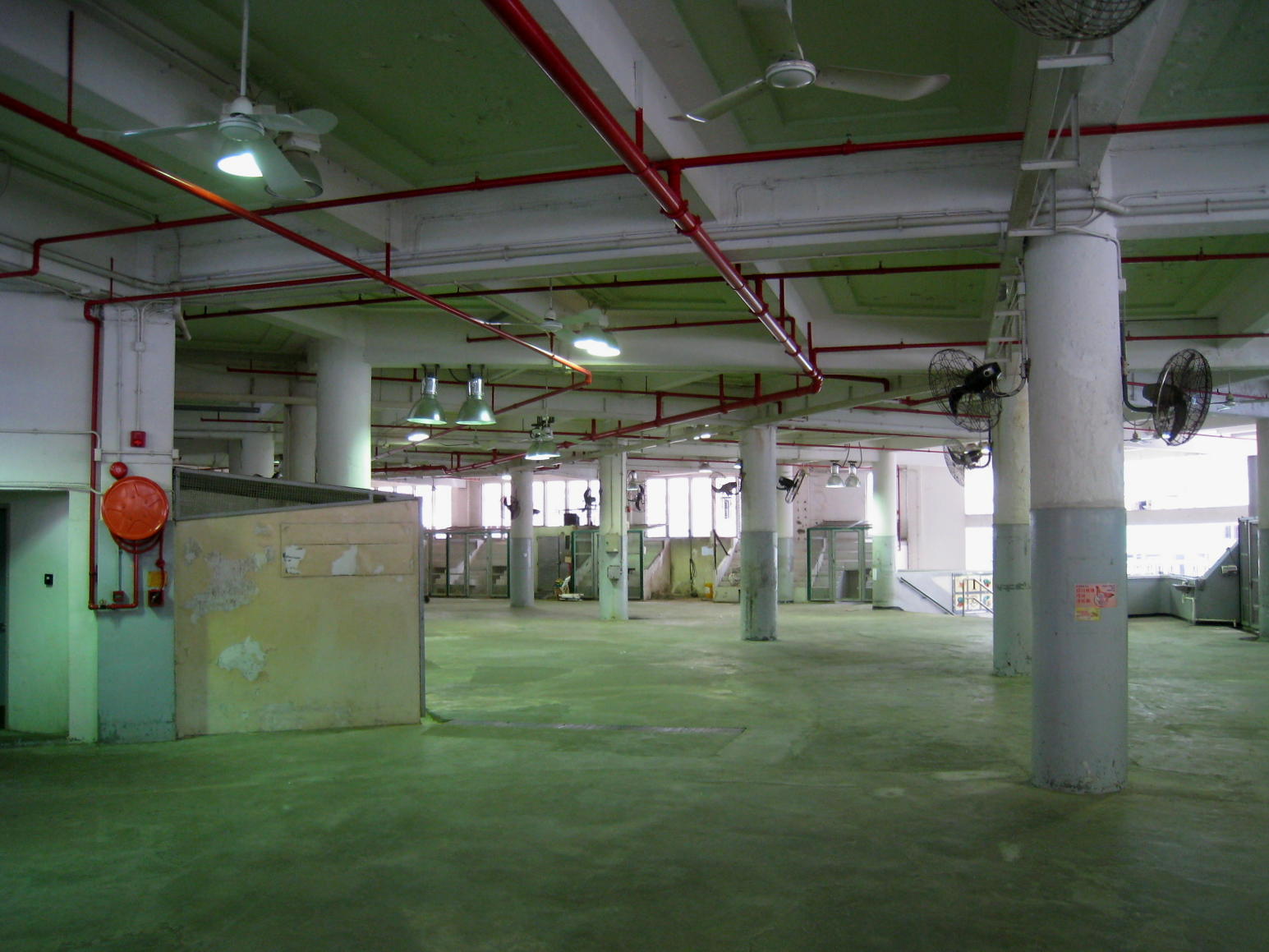
一樓被食物環境衞生署收回
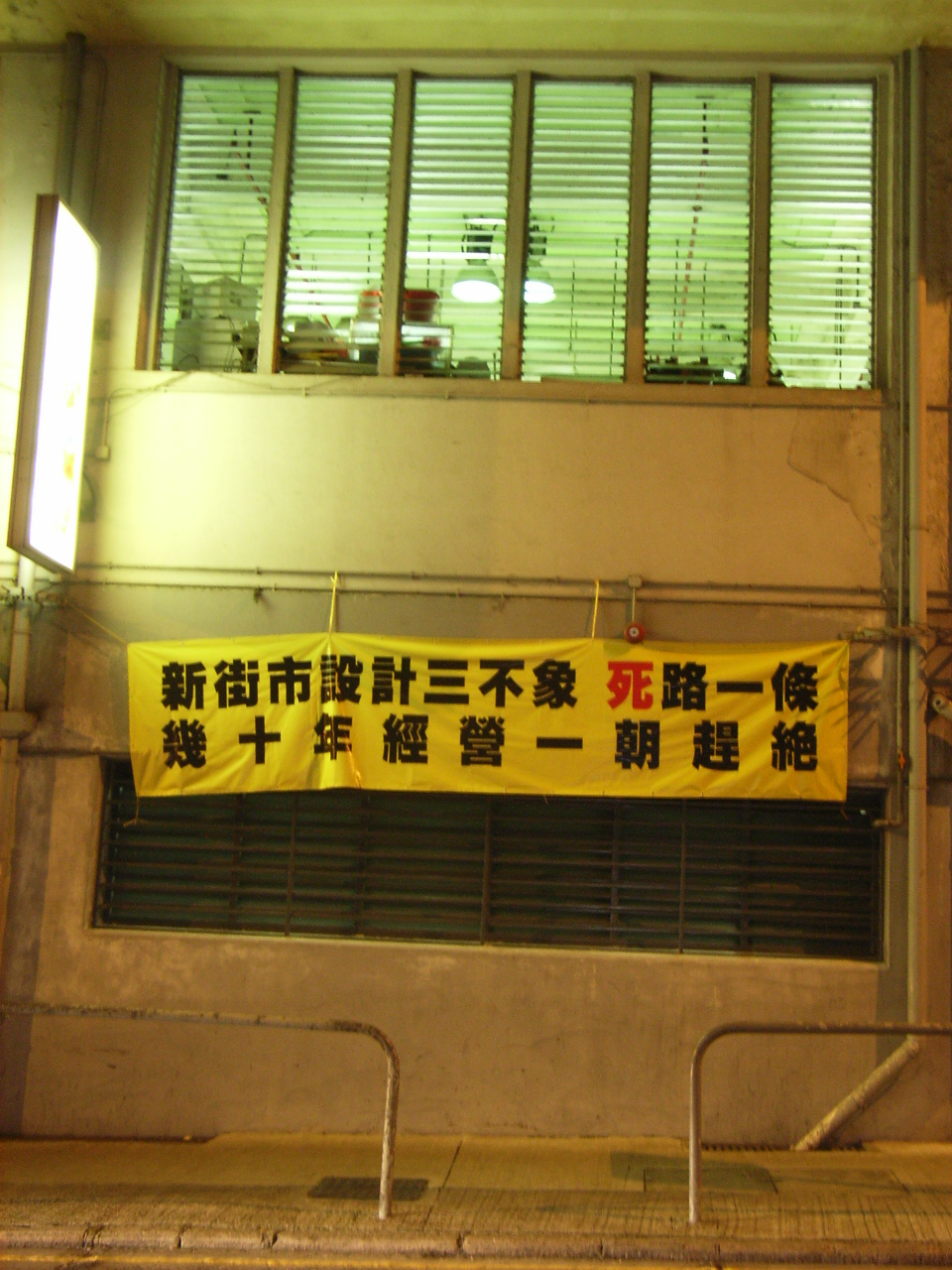
店主在入口掛起橫額反對搬遷
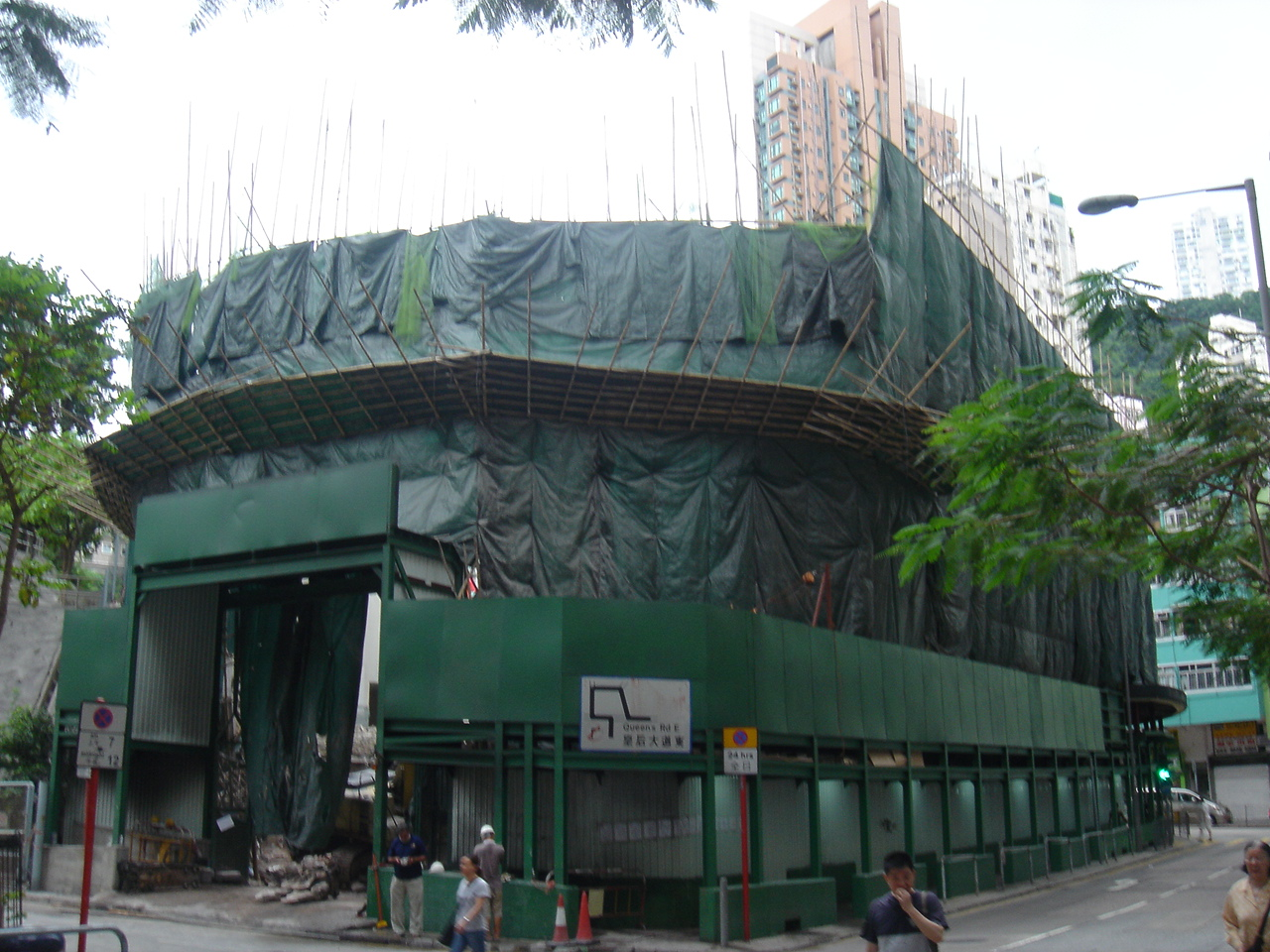
從灣仔道看清拆中的街市部份
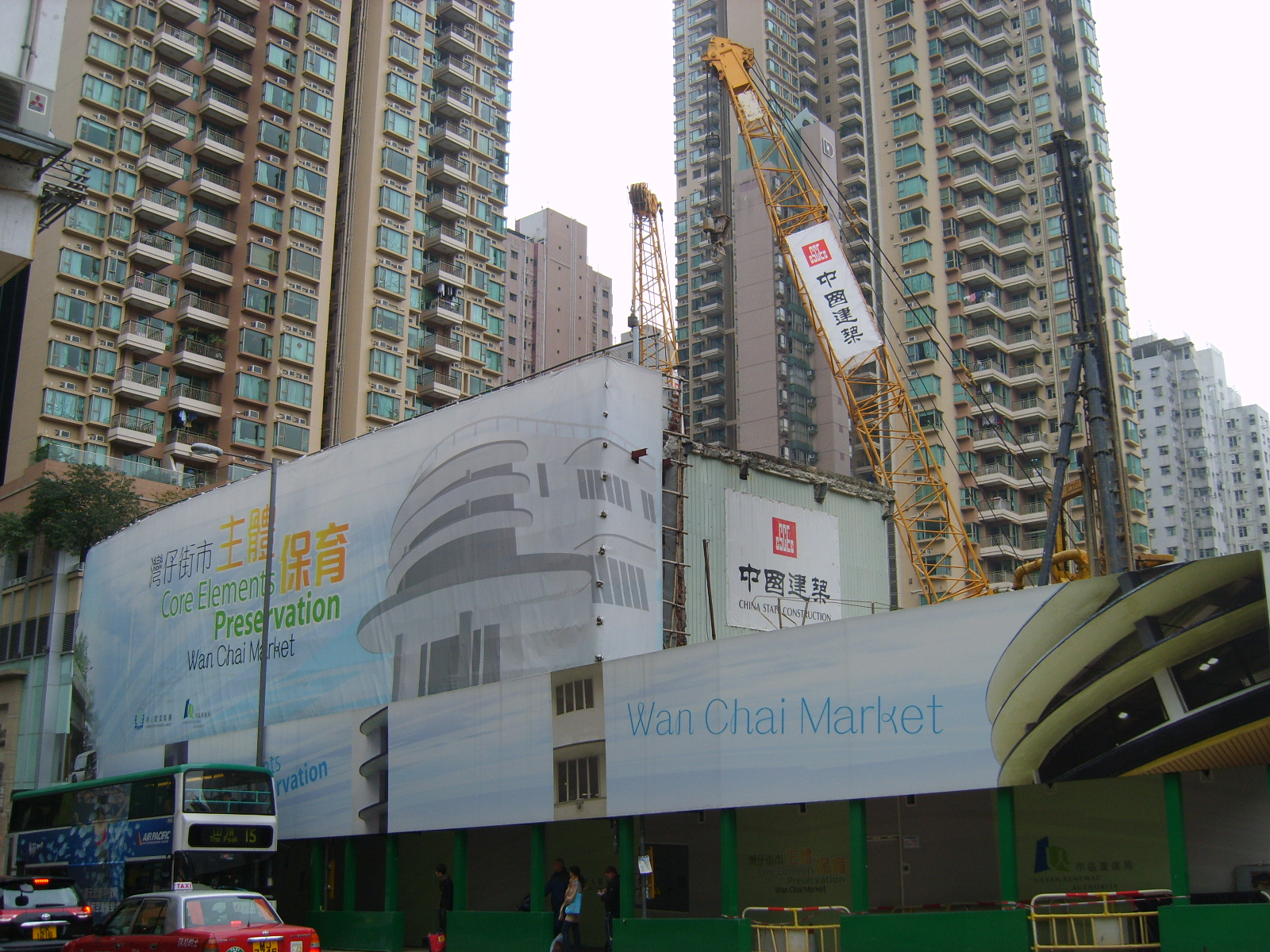
從皇后大道東看清拆後的部份

## 相關
- 傳統市場
- 灣仔街市
- 中環街市、旺角街市（同為流線型裝飾風格建築）
- 香港市區重建局

## 外部連結
- 陳天權：灣仔街市，《大公報》，
- 街市的學問: 舊灣仔街市檔主談新街市設計，香港獨立媒體